# Sigelpa
Sigelpa és una banda de folk punk formada a Terrassa l'any 2008. La banda va estar en actiu durant 10 anys, fins a la seva dissolució l'any 2018, coincidint amb la festivitat de Sant Patrick. El grup va fer nombrosos concerts al llarg de la seva trajectòria i va compartir cartell amb altres grups d'estil celta de l'Estat Espanyol, com Ebri Knight o Drink Hunters, i a nivell internacional amb Roughneck Riot entre d'altres.
El nom de la banda està format de les inicials dels set pecats capitals. El seu estil barreja el celtic punk amb estils com el hardcore, el ska, el metall o el rap.
El projecte va sorgir a partir de 2008 quan tres músics van començar a tocar en diferents bars de Terrassa. En veure l'èxit de la proposta, decideixen portar el projecte un pas més enllà i afegir nous instruments, com la bateria, el baix o la guitarra elèctrica. A principis de 2014 i després d'haver fet alguns concerts per Catalunya treuen el seu primer àlbum, TerraMorta. La presentació d'aquest disc els porta a sortir per primera vegada de Catalunya i tocar a festivals com el Demandafolk de Burgos o el Terra Brava de Galícia. A banda de presentar el seu material propi, el grup segueix fent actuacions en pubs amb un repertori més tradicional.
El 2016 publiquen el seu segon llarga duració, Rabant Original. Per presentar aquest disc, surten per primera vegada d'Espanya en una gira que els porta a tocar a Alemanya, Bèlgica, Holanda i República Txeca.
Els membres de SIGELPA anomenen com a influència artistes com Flogging Molly, The Pogues, Dropkick Murphys, The Real Mckenzies o Fiddler's Green, però també a compositors clàssics com Bach. En la seva música es barregen estils que van des del celtic punk, el hardcore i el ska fins al metall o el rap. A això se sumen les influències del folk irlandès.
La majoria de les seves lletres són en català, encara que inclouen algunes lletres en gallec i també en anglès.

## Discografia
- L’atac dels Ultrapirates Pecadors (EP, 2012)
- TerraMorta (2014)
- Ens Van Diagnosticar un Trastorn (EP, 2015)
- Rabant Original (2016)
- País de Titellaires (2018)